# NGC 841
NGC 841 في الفهرس العام الجديد، هي مجرة، تقع في كوكبة المرأة المسلسلة. اكتشفت في 24 نوفمبر 1883 بواسطة إدوارد ستيفان.

## روابط خارجية
- NGC 841 على موقع ويكي سكاي: DSS2, SDSS, GALEX, IRAS, Hydrogen α, X-Ray, Astrophoto, Sky Map, Articles and images